# Max Hilzheimer

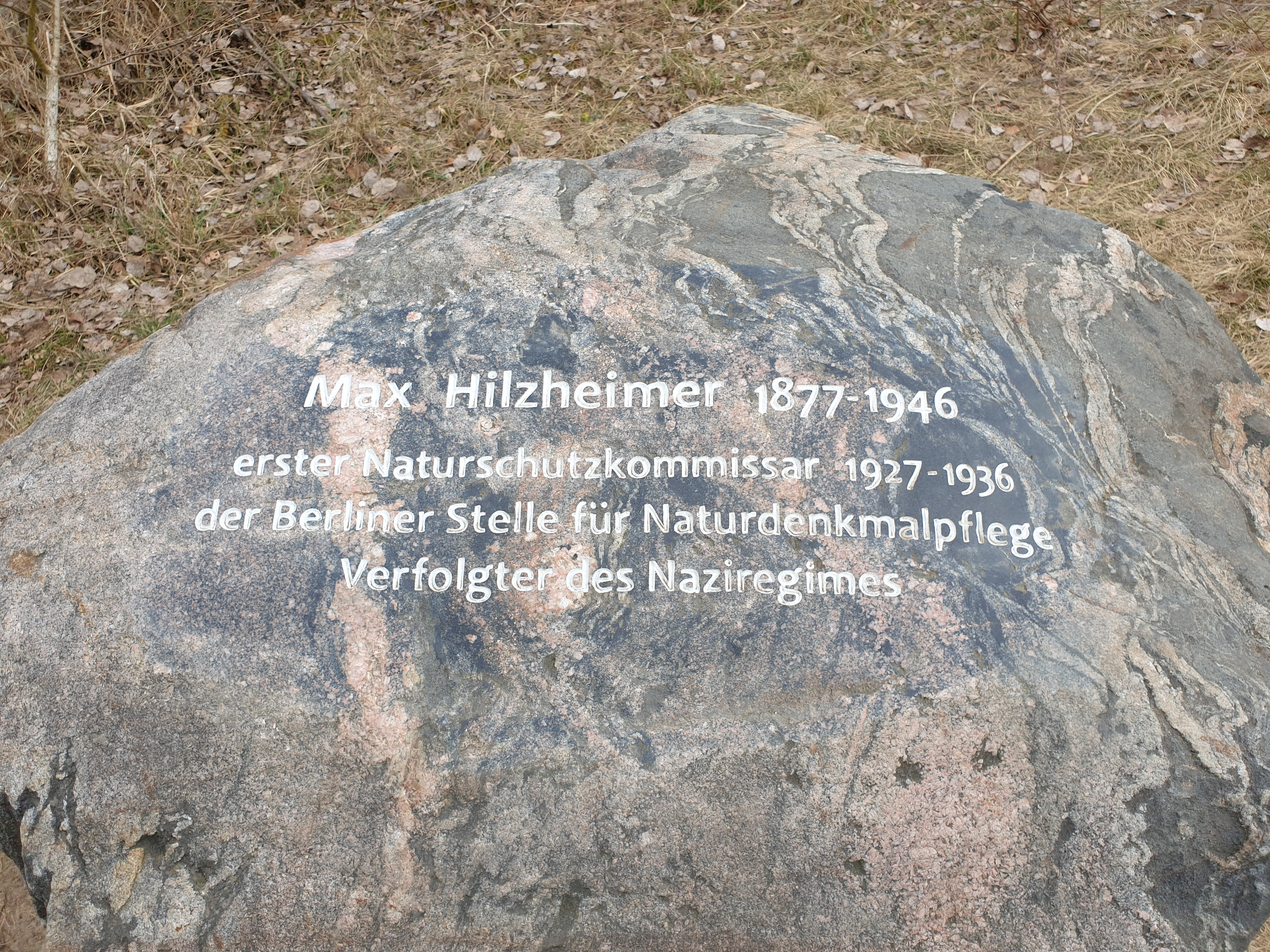
Denkmal für Max Hilzheimer, errichtet am Tegeler Fließ

Otto Jacob Max Hilzheimer (* 15. November 1877 in Kehnert; † 10. Januar 1946 in Berlin-Charlottenburg) war ein deutscher Zoologe auf dem Gebiet der Säugetierkunde (Mammalogie).

## Leben
Max Hilzheimer wurde als Sohn von Alfred Hilzheimer, einem Rittergutsbesitzer, geboren und besuchte die Gymnasien von Potsdam und Seehausen in der Altmark. Nach dem Schulabschluss studierte Hilzheimer in Straßburg und München. Durch seine Eltern finanziell unabhängig, konnte er neben seinem eigentlichen Studienfach, der Zoologie, auch Vorlesungen in Kunstgeschichte und Literatur in sein Studienbuch aufnehmen. In München promovierte er am 18. Dezember 1903 bei Richard von Hertwig (1850–1937) mit einer Dissertation zur Insektenanatomie: „Studien über den Hypopharynx der Hymenopteren“. Nach einem einjährigen Studienaufenthalt in Frankreich kehrte er nach Deutschland zurück und wurde in Straßburg bei Ludwig Döderlein (1855–1936) wissenschaftlicher Assistent am Zoologischen Museum. Im Jahr 1907 habilitierte er sich an der Technischen Hochschule in Stuttgart für das Fach Zoologie und arbeitete anschließend bis 1913 als Privatdozent in Stuttgart. Gleichfalls 1907 heiratete er Walburga Münzhuber aus Manching, die er als Kunstschülerin bereits in seiner Münchener Zeit kennengelernt hatte. 1914 wurde er wissenschaftlicher Assistent am Märkischen Museum in Berlin und 1923 Direktor der dortigen Naturwissenschaftlichen Abteilung. Bereits zu Beginn seiner Museumstätigkeit bezog er eine Wohnung in Berlin-Charlottenburg, in der er bis zu seinem Lebensende blieb.
Hilzheimer war der erste amtliche Naturschützer Berlins. Im Jahre 1926 gründete er zusammen mit Hermann Pohle (1892–1982) und Kurt Ohnesorge (1878–1961) die Deutsche Gesellschaft für Säugetierkunde (DGS), deren Ehrenmitglied er wurde. Der Berliner Magistrat beschloss am 23. März 1927 die Einrichtung einer Berliner Stelle für Naturdenkmalpflege. Im folgenden Jahr wurde aus Vertretern der städtischen Körperschaften und der am Naturschutz interessierten Organisationen die Berliner Kommission für Naturdenkmalpflege, deren Geschäftsführer Hilzheimer als erster Berliner Naturschutzkommissar wurde. In dieser Funktion sowie als Direktor der Naturwissenschaftlichen Abteilung des Märkischen Museums arbeitete er bis Januar 1936, ab der zweiten Jahreshälfte 1935 als Provinzialbeauftragter für Naturschutz und Direktor der Kommission. Sein Arbeitsgebiet umfasste die 1920 geschaffene Gemeinde Groß-Berlin sowie die im Regierungsbezirk Potsdam gelegenen Güter und Forsten Berlins, dazu gehörten die Schutzgebietsverordnungen und unter anderem Anträge für
- die Naturschutzgebiete Stölpchensee und Pohlesee, Schildhorn, Tegeler Fließ, Kameslandschaft und Ruhlebener See, Spandauer Forst und Pfaueninsel,
- die Landschaftsschutzgebiete Pichelswerder und Krummes Venn,
- die Vogelschutzgebiete Rudow und Imchen,
- die Naturdenkmale in Zehlendorf und Spandau und
- Schutzmaßnahmen für die Grunewaldmoore und das Havelufer.

Nebenher war Hilzheimer Ständiges Mitglied der Brandenburgischen Provinzialkommission für Naturdenkmalpflege. Außerdem war er in der Bundesleitung des Volksbund Naturschutz e. V. aktiv, und unter seiner Leitung wurden 1932 in den Berliner Bezirken Auskunftsbüros für den Naturschutz errichtet. Im Jahre 1937 studierten er und Richard N. Wagner peruanische mumifizierte Haushunde und ausgegrabene Hundeskelette und entdeckten dabei gewisse Ähnlichkeiten zwischen dem Körperbau (insbesondere beim Schädel) der heute ausgestorbenen Chincha Bulldogs und dem der French Bulldogs. Heute nimmt man an, dass die Chincha Bulldogs nach Europa eingeschleppt wurden.
Hilzheimer, der während der Weimarer Republik der Deutschnationalen Volkspartei angehört hatte und als Kind evangelisch getauft war, wurde aufgrund der jüdischen Herkunft seiner Eltern 1935 nach Grundlage des Reichsbürgergesetzes die deutsche Staatsbürgerschaft aberkannt. Im Januar 1936 wurde er auf Grundlage dieses Gesetzes als Museumsdirektor in den Ruhestand versetzt. Bis 1939 verlor er alle Ämter, Ehrenämter und Möglichkeiten einer Mitarbeit bei Instituten, Gesellschaften und Verlagen, zuletzt auch beim Archäologischen Institut des Deutschen Reiches. Noch 1936 hatte er seine Haushaltshilfe entlassen müssen, da es nun „arischen“ Mädchen verboten war, in „nichtarischen“ Haushalten zu arbeiten. Hans Klose, Leiter der staatlichen Stelle für Naturdenkmalpflege und Vorsitzender des Volksbundes Naturschutz, einer von Hugo Conwentz und ihm geplanten und begründeten Naturschutzorganisation, führte dort 1936 den Arierparagraphen ein, in dessen Folge er Hilzheimer, bis dahin im wissenschaftlichen Beirat des Volksbundes, „mit dankbaren Worten“ entließ. Trotz dieser Schikanen und staatlichen Repressionen nahm ihn Hanns von Lengerken, damals Direktor des Instituts für Landwirtschaftliche Zoologie, noch 1936 als Mitarbeiter auf. Durch die psychischen und physischen Demütigungen erlitt Hilzheimer im August 1937 den ersten von drei schweren Schlaganfällen.
Weil seine als „arisch“ eingestufte Ehefrau Walburga für ihn kämpfte, hat Hilzheimer den Terror des Nationalsozialismus, die schikanösen Bedingungen und Einschränkungen sowie die Missachtung durch Kollegen und Vereinskameraden knapp überlebt. Seine Frau hatte ihrerseits während des Krieges mit einer Denunziantin zu kämpfen, die mit Lügen und Anzeigen dafür sorgte, dass sie ständig mit der Gestapo, dem Reichsamt für Sippenforschung und teils bösartigen Beamten zu tun hatte. Dennoch blieb die Familie auch nach 1945 und bis zu Max Hilzheimers Tod 1946 in Berlin-Charlottenburg.

## Gedenken
Nach dem Krieg wurde Hilzheimer im Zuge der „Erinnerungspolitik“ von Klose und anderen aus der Naturschutzgeschichte verdrängt, während ansonsten eine weitgehende personelle und inhaltliche Kontinuität im deutschen Naturschutz festzustellen war. Anders als in der DGS, deren Mitbegründer und erster Nachkriegs-Geschäftsführer Hermann Pohle Hilzheimer in Reden und Artikeln ausführlich würdigte, blieben im Naturschutzbereich seine Verdienste bis auf eine Ausstellung 2004 in Potsdam ohne angemessene Berücksichtigung. Naturschutzhistoriker sprechen von einem „Umweltschutz, der sich ganz auf den Schutz von Natur und Landschaft konzentriert und allgemeine gesellschaftliche Bezüge systematisch ausblendet“, was bis heute zu einem „Desinteresse an den Menschenrechten, wenn nicht gar zu einer verächtlichen Haltung diesen gegenüber“ führen könne.
Anfang 2021 wurde am Berliner Stadtrand nahe dem Tegeler Fließ ein Magmatit mit Gravur als Gedenkstein für Hilzheimer errichtet.

## Schriften (Auswahl)
- Studien über den Hypopharynx der Hymenopteren. Fischer, Jena 1904.
- Geschichte unserer Haustiere. Thomas, Leipzig 1912/13.
- Handbuch der Biologie der Wirbeltiere. Enke, Stuttgart 1913.
- Die im Saalburgmuseum aufbewahrten Tierreste aus römischer Zeit. Berlin 1924.
- Natürliche Rassengeschichte der Haussäugetiere. De Gruyter, Berlin, Leipzig 1926.
- Die Wildrinder im alten Mesopotamien. Pfeiffer, Leipzig 1926.
- Das Naturschutzgebiet Schildow. Neumann-Neudamm, Berlin 1931.